# Remo Ruffini

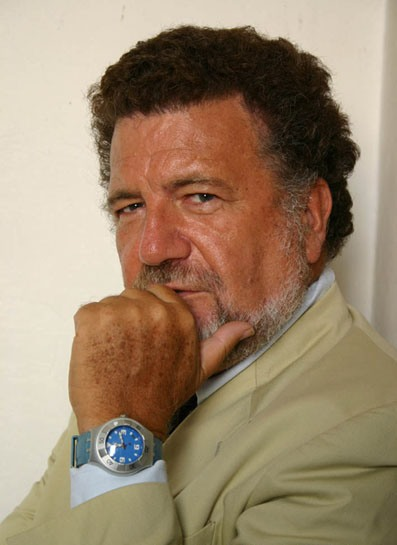
Remo Ruffini

Remo Ruffini (sinh ngày 17 tháng 5 năm 1942, tại La Brigue, Pháp) là giáo sư vật lý lý thuyết tại Đại học Roma "Sapienza" từ năm 1978. Ông là Chủ tịch Trung tâm vật lý vũ trụ tương đối tính quốc tế (ICRA) và khởi xướng - International Relativistic Astrophysics Ph.D (IRAP) Lưu trữ ngày 6 tháng 7 năm 2007 tại Wayback Machine, chương trình sau đại học chung về đào tạo các nhà vật lý vũ trụ lý thuyết cho một số trường đại học và viện nghiên cứu. Thêm nữa, ông thành lập mạng lưới quốc tế cho sự hợp tác trong lĩnh vực vật lý vũ trụ (ICRANet).

## Tiểu sử
Sau khi nhận học vị vào năm 1966, ông làm hậu tiến sĩ (post-doctoral fellow) tại Viện khoa học Mainz với Pasqual Jordan ở Đức. Sau đó ông là thành viên của Viện các nghiên cứu tiền phương Princeton (Institute for Advanced Study). Sau đó ông thành trợ giáo và giảng viên của Đại học Princeton. Vào năm 1975 ông là Giáo sư mời của Đại học Kyoto (Nhật Bản) và Tây Úc (Western Australia) ở Perth. Trong những năm 1975-78, ông hợp tác với NASA và là thành viên lực lượng đặc nhiệm trong việc sử dụng các trạm vũ trụ. Năm 1976 ông trở thành Giáo sư vật lý lý thuyết của Đại học Catania và năm 1978 ông trở thành Giáo sư của Đại học "Sapienza". Năm 1985 ông được bầu là Chủ tịch Trung tâm vật lý vũ trụ tương đối tính quốc tế.(ICRA). Trongnăm 1984 ông, cùng với Abdus Salam là đồng sáng lập các cuộc gặp Marcel Grossmann (Marcel Grossmann Meetings). Năm 1987, ông trở thành đồng chủ tịch các cuộc gặp Italia-Hàn Quốc về vật lý vũ trụ tương đối tính. Trong những năm 1983-93 ông là Chủ tịch Hội đồng khoa học của Cơ quan Vũ trụ Italia. Ông là Biên tập viên của hàng loạt các tạp chí khoa học. Ông lập gia đình với Anna Imponente và có con trai Iacopo.
Công trình lý thuyết của ông dẫn tới khái niệm các sao Boson. Bài báo kinh điển của ông với John A. Wheeler. [2] lần đầu tiên đưa ra khái niệm "Hốc đen". Với Demetrios Christodoulou, ông đưa ra biến đổi nghịch đảo (reversible) và không nghịch đảo (irreversible) cho Hốc đen và công thức cho Hốc đen Kerr-Newmann với điện tích, khối lượng và moment góc. Công trình lý thuyết của ông dẫn tới việc đồng nhất Hốc đen đầu tiên trong Thiên hà chúng ta (Galaxy).
Với sinh viên của mình C. Rhoades, ông thu được cận trên tuyệt đối cho khối lượng các sao neutron, và với sinh viên Robert Leach, ông sử dụng cận trên này để xác định khuôn mẫu cho phép đồng nhất Hốc đen đầu tiên Cygnus X1, qua việc sử dụng số liệu tuyệt vời của vệ tinh Uhuru theo Riccardo Giacconi và nhóm của ông,. Với các công trình này Ruffini được giải thưởng của Viện Hàn lâm Khoa học NY năm 1972.
Với các sinh viên của mình Calzetti, Giavalisco, Song và Taraglio ông phát triển vai trò của cấu trúc chia nhỏ (fractal) trong Vũ trụ,.
Cùng với cộng sự T. Damour, ông giả thiết khả năng ứng dụng của quá trình Heisenberg-Euler-Schwinger trong việc tạo cặp trong vật lý Hốc đen và đồng nhất hình cầu đôi (dyadosphere) trong đó có các quá trình này. Sự nổ tia Gamma Gamma Ray Bursts (GRBs) (GBRs) hình như cho thấy bằng chứng quan sát được của quá trình tạo cặp trong vật lý vũ trụ, trước khi quan sát thấy các hiện tượng này trong các thí nghiệm trên Trái Đất và là bằng chứng đầu tiên của quá trình giải phóng năng lượng từ các Hốc đen (năng lượng Hốc đen).

## Sách
Ông là đồng tác giả của 21 sách, gồm:
- R. Giacconi và R. Ruffini, eds. and co-authors "Physics and Astrophysics of Neutron Stars and Black Holes", LXXV E. Fermi Summer School, SIF and North Holland (1978), also translated into Russian.
- R. Gursky and R. Ruffini eds. and co-authors, "Neutron Stars, Black Holes and Binary X Ray Sources", H. Reidel (1975).
- H. Ohanian and R. Ruffini "Gravitation and Spacetime", W.W. Norton, N.Y. (1994) also Translated into Italian (Zanichelli, Bologna, 1997) and Korean (Shin Won, Seoul, 2001).
- R. Gursky-R. Ruffini Neutron Stars, Black Holes and Binary X Ray Sources, H. Reidel (1975)
- Bardeen-Carter-Gursky-Hawking-Novikov-Thorne-Ruffini Black holes, Ed. de Witt, Gordon and Breach, New York, 1973
- M. Rees-J.A. Wheeler-R. Ruffini Black Holes, Gravitational Waves and Cosmology, Gordon and Breach N.Y. 1974
- H. Sato-R. Ruffini Black Holes, Tokyo 1976
- L.Z. Fang-R. Ruffini Basic Concepts in Relativistic Astrophysics, Science Press, Beijing 1981
- F. Melchiorri-R. Ruffini Gamow Cosmology, North Holland Pub. Co., Amsterdam, 1986

## Giải thưởng
- Giải thưởng Cressy Morrison của Viện Hàn lâm Khoa học New York (1972)
- Quỹ Alfred P. Sloan Fellow Foundation (1974)
- Nhà khoa hoc vũ trụ của năm (1992)